# Joseph Groves Boxhall
Joseph Groves Boxhall (Kingston upon Hull, 23 maart 1884 – Christchurch, Dorset, 25 april 1967) was een Brits officier op de Titanic en later officier in de Eerste Wereldoorlog.

## Levensloop
Joseph werd het tweede kind van Joseph en Miriam Boxhall. Hij had nog een ouder zusje en zou later nog een zusje krijgen. Zijn familie had een lange zeevaarttraditie. Josephs voorvaderen waren grotendeels werkzaam geweest in de scheepvaart, van kapitein tot directeur van een rederij. Hij was daarom ook voorbestemd om op zee te gaan. Dit gebeurde dan ook op 2 juni 1899, toen hij voor het eerst aan boord stapte van een schip van de “William Thomas Line” in Liverpool.
Hij voer tijdens zijn opleiding rond de hele wereld. In juli 1903 kreeg hij zijn 2e-officiersdiploma. Daarna stapte hij over naar de “Wilson Line of Hull”, de rederij waar zijn vader ook werkte. Hier behaalde hij in januari 1905 zijn 1e-officiersdiploma. Hij studeerde verder voor zijn Master- en Extra-Masterdiploma en behaalde deze beide in september 1907. In november van datzelfde jaar stapte hij over naar de White Star Line.
Zijn eerste opdracht kreeg hij pas in juli 1908, toen hij als 6e officier werd aangenomen op de Oceanic. Hier ontmoette hij Charles Lightoller, met wie hij later op de Titanic zou werken. Na enkele jaren verplaatste hij zichzelf naar de Australische route, om vervolgens, eind 1911, terug te keren naar de Atlantische route met de Arabic. Nog geen twee maanden later, in januari 1912, stopte hij met zijn werk op de Arabic. Na drie maanden nietsdoen werd hij aangenomen op de RMS Titanic, waar hij werd benoemd tot 4e officier. Boxhall overleefde de ramp die het schip later ten deel viel, in tegenstelling tot veel collega's en andere opvarenden.
Later vocht hij mee in de Eerste Wereldoorlog (1914-1918), die hij ook overleefde. Joseph Groves Boxhall overleed in 1967 op 83-jarige leeftijd.